# 聖母玫瑰主教座堂 (溫哥華)
聖母玫瑰主教座堂（Holy Rosary Cathedral，全名Metropolitan Cathedral of Our Lady of the Holy Rosary），是一座19世纪末法国哥特复兴风格的教堂，天主教温哥华总教区的主教座堂。它位于温哥华市中心的 Richards 街和Dunsmuir 街路口。
该堂建于1899年，1900年12月8日开放，1953年祝圣。建筑风格类似法国的沙特尔主教座堂，1916年升格为主教座堂。现在是一座保护建筑。

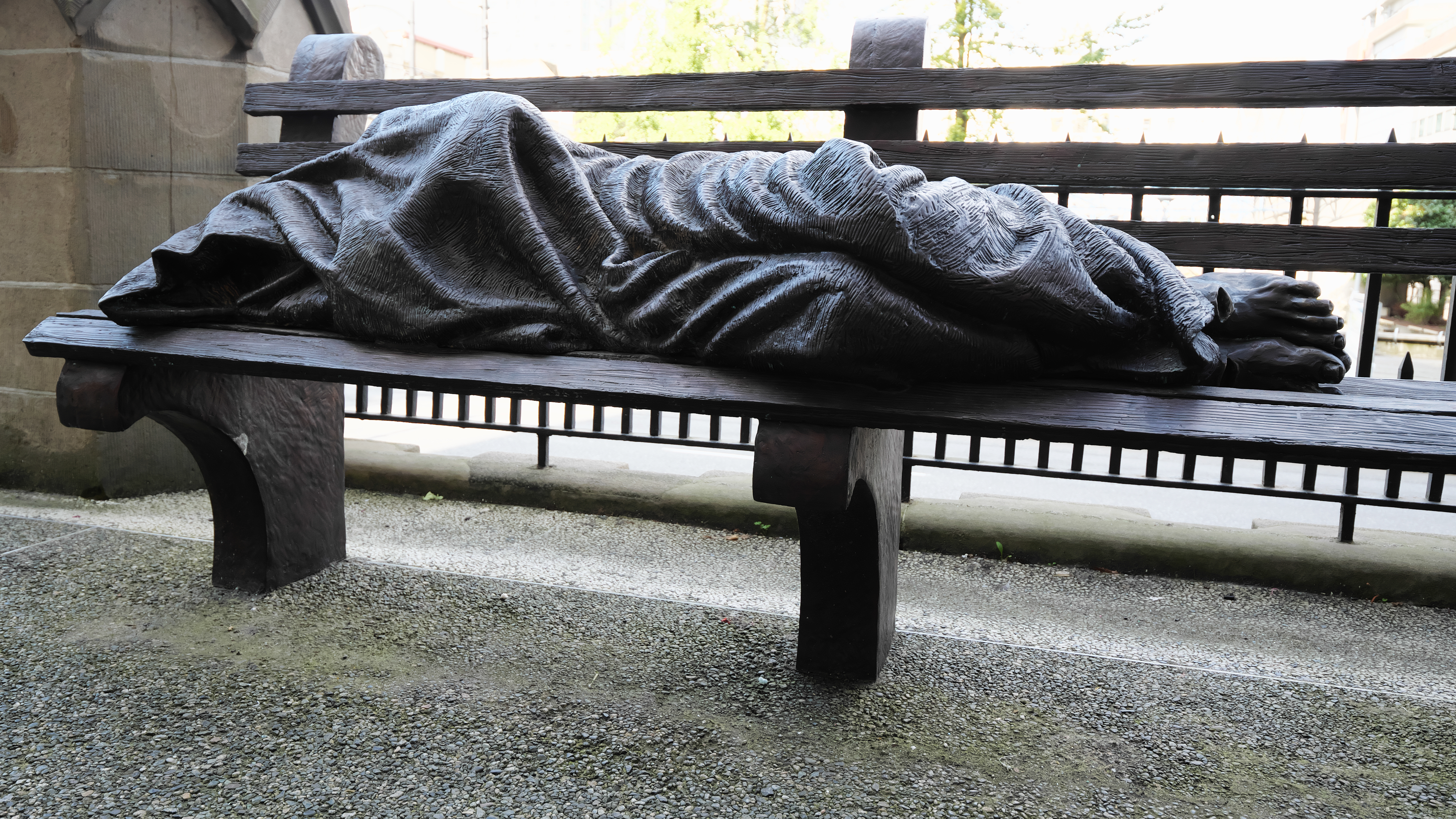
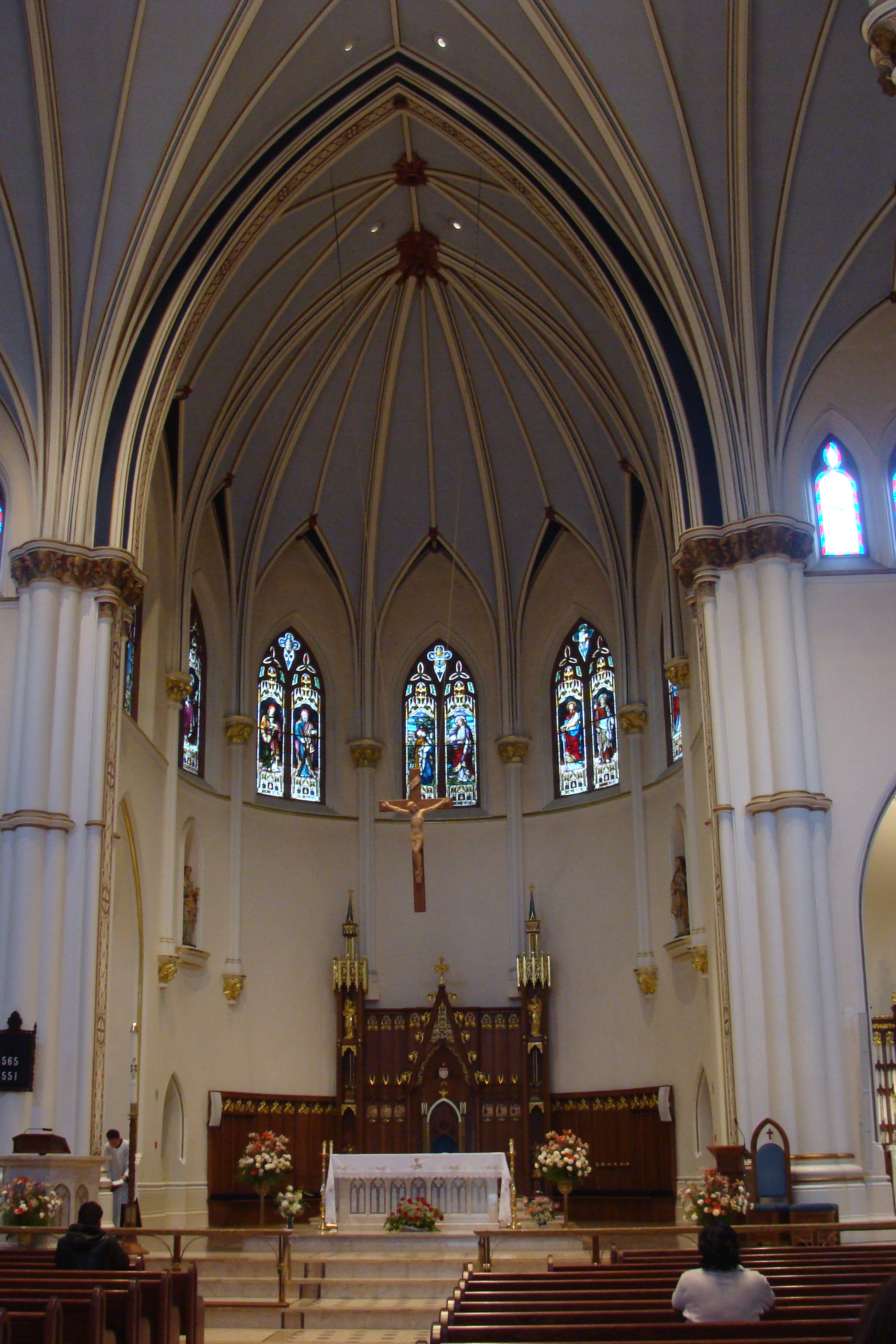

## 延伸阅读
- Constantinu, Marianthi P. . 1968.
- Gresko, Jacqueline. . Roman Catholic Archdiocese of Vancouver. 2008  [2020-02-05]. ISBN 9780968319154. （原始内容存档于2020-02-05）.